# Grande Assia
La Grande Assia (in tedesco: Groß-Hessen, in inglese: Greater Hesse) fu uno Stato della Germania dal 1945 al 1946 formatosi dopo il crollo del Terzo Reich e durante l'occupazione alleata del Paese. La capitale era a Wiesbaden.

## Storia

### Formazione
La Grande Assia si formò con le parti di due stati tedeschi dissolti dopo la fine della Seconda Guerra Mondiale:
- Parte dello Stato popolare d'Assia ad est del Reno: le province dell'Assia Superiore (Oberhessen, capitale: Gießen) e Starkenburg (capitale: Darmstadt).
- Le province prussiane dell'Assia (capitale: Kassel) e di Nassau (capitale: Wiesbaden). Queste due province si originarono dalla suddivisione della provincia d'Assia-Nassau nel 1944.

La rimanente provincia dell'Assia, l'Assia Renana (Rheinhessen, capitale: Magonza) e la parte occidentale della provincia di Nassau (contenente il Westerwald, parte del Taunus e la zona del fiume Lahn) divennero parte della zona di occupazione francese e fanno parte oggi del moderno Stato di Renania-Palatinato. La separazione dell'Assia Renana dalla Grande Assia causò a Magonza la perdita dei suoi sei distretti.
Un gran numero di cambi territoriali avvennero anche nel piccolo: l'enclave di Bad Wimpfen, che precedentemente era appartenuta alla provincia assiana di Starkenburg, divenne parte dello Stato del Württemberg-Baden, creato dall'amministrazione americana. Una piccola parte della provincia prussiana dell'Assia, contenente tra gli altri la cittadina di Smalcalda, passò alla zona di amministrazione sovietica come parte dello Stato di Turingia.

## La nuova capitale dell'Assia
Quando gli americani definirono la fondazione dello Stato della Grande Assia, non diedero specifiche informazioni circa la capitale. Quattro città vennero considerate per la nuova capitale:
- Francoforte, già Città Imperiale (annessa dalla Prussia nel 1866), era la più grande città della regione. Essa era anche la principale candidata per essere la sostituta di Berlino per quanto riguarda la Germania occidentale in quanto già un tempo sede delle incoronazioni degli imperatori. Ad ogni modo il consiglio cittadino rifiutò l'offerta in quanto la sua storia non poteva identificarsi con lo Stato assiano. Altra ragione per cui Francoforte non era adatta a tale ruolo era il fatto che essa fu la città più bombardata dagli alleati durante la guerra.
- Darmstadt, già capitale dell'Assia, non venne accettata a causa dei danni subiti durante la guerra.
- Kassel, capitale della provincia prussiana dell'Assia venne scartata come capitale non solo per i danni di guerra ma anche per la sua posizione periferica a nord della regione.
- Wiesbaden, la capitale della provincia prussiana di Nassau, ebbe minori danni di guerra rispetto alle altre città. Su di lei ricadde la scelta per la capitale.[1]

## Amministrazione
Oltre allo stabilire Wiesbaden come nuova capitale dell'Assia, il 12 ottobre 1945 venne installato quale presidente di stato il professore di liceo Karl Geiler. Geiler rimpiazzo il politico filonazista Ludwig Bergsträsser.
Il 22 novembre 1945 venne introdotta la costituzione della Grande Assia (Staatsgrundgesetz des Staates Groß-Hessen). Questa costituzione venne sospesa il 1º dicembre 1946 con la fondazione del moderno Stato dell'Assia.